# Friedrich Bauermeister
Friedrich Wilhelm Hermann Bauermeister (* 11. Januar 1893 in Berlin; † nach 1934) war ein deutscher Autor, Nationalökonom und Stadtplaner.

## Leben
Bauermeister war der Sohn des Schriftstellers Hermann Bauermeister und dessen Ehefrau Hedwig geb. Chaym. Der Vater war Protestant und die Mutter Jüdin. Er selbst war als Erwachsener konfessionslos. Bauermeister studierte zunächst bis 1915 Volkswirtschaft (Rechts- und Staatswissenschaften) in Berlin und Tübingen, unter anderem bei Franz Oppenheimer. Anfang 1915 gründete er mit Ernst Joel und anderen Studenten den sogenannten „Aufbruch-Kreis“. Joel gab für diesen Kreis die Zeitschrift Der Aufbruch heraus, die von Juli bis Oktober in vier Nummern erschien und dann von der Militärzensur verboten wurde. Als ständige Mitarbeiter firmierten neben Bauermeister Karl Bittel, Hans Blüher und Gustav Landauer. In dem sehr unterschiedlich zusammengesetzten Kreis dominierte der linke, sogenannte „menschheitliche“, unter dem Einfluss von Gustav Wyneken stehende Flügel der Freideutschen Jugendbewegung.
Der zu dem Zeitpunkt bereits promovierte und als wissenschaftlicher Hilfsarbeiter beschäftigte Bauermeister heiratete 1917 die Registratorin Gertrud Münchenberg. Sie war konfessionslos, aber jüdischer Abstammung.
Bauermeister hielt auf der sogenannten Westender Tagung des sogenannten Berliner Kreises vom 9. bis 11. August 1917 in der elterlichen Wohnung von Fritz Klatt neben Hans Koch-Dieffenbach und Alfred Kurella einen Vortrag über öffentliche Betriebe. Außer den dreien referierten Harald Schulz-Henke und Ernst Joel. Auf der Tagung wurde außerdem der Rundbrief des Berliner Kreises mit Bauermeister, Koch-Dieffenbach und Kurella als Herausgeber begründet. Aus den drei Vorträgen von Bauermeister, Koch-Dieffenbach und Kurella entstand die für die Freideutschen programmatische Schrift Absage und Beginn. Darin wurde zur Gründung kommunistischer Siedlungen aufgerufen, so wie Bauermeister sie dann zusammen mit Hans Koch-Dieffenbach und Alfred Kurella im Februar 1919 in Blankenburg bei Augsburg (heute zu Nordendorf) selbst realisierte. Ihre Ursprünge lagen in der städtischen Wohnkommune in Berlin, die Anfang 1916 von Hans Koch und Fritz Klatt ausging. Aufgrund der politischen Gefahr und der Ernährungslage in Berlin gingen sie Mitte 1918 nach Bayern, um ihr von Wynenken und Landauer beeinflusstes Projekt zu verwirklichen, das dann bis Herbst 1920 Bestand hatte.
Außerdem publizierte Bauermeister einen Beitrag in den von Kurt Hiller herausgegebenen Aktivismus-Jahrbüchern Das Ziel und einige Aufsätze und Rezensionen in der Zeitschrift Die Tat von Eugen Diederichs. 1920/1921 wirkte er gemeinsam mit Ernst Michel als Schriftleiter im Verlag Freier Bund von Hugo Landauer, insbesondere für die dort bis Mitte März 1921 wöchentlich erscheinenden Die Bauernzeitung.
Im Rahmen der Siedlerbewegung lernte Bauermeister dann Otto Neurath kennen und arbeitete schließlich an dessen Museum für visuelle Erziehung in Wien als Transformierer mit. 1933/1934 beteiligte er sich an einem österreichisch-sowjetischen Projekt in Moskau. Bauermeister blieb auch nach 1934 in der Sowjetunion. 1941 wurde seine Ehe vom Landgericht in Konstanz geschieden. Seine Frau wurde im selben Jahr nach Kauen in Litauen deportiert und kurze Zeit später ermordet.

## Schriften
- Klassenkampf der Jugend. In: Der Aufbruch. 1, Heft 1, 1915, S. 2f.; als Sonderdruck Vom Klassenkampf der Jugend. Diederichs, Jena 1916.
- Schullastenverteilung und Dezentralisation: Ein Beitrag zur Wohnreform. Dissertation. Winser, Berlin 1916.
- Schullasten-Verteilung und Großstadt-Dezentralisation. Deutscher Kommunalverlag, Berlin-Friedenau 1916.
- Absage und Beginn. Worte an die Kameraden von Friedrich Bauermeister, Hans Koch-Dieffenbach, Alfred Kurella. Meister-Kreis, Leipzig 1918.
- Tätiger Geist! Zweites der Ziel-Jahrbücher. Hrsg. Kurt Hiller. Müller, München 1918.
- Die Wohnweise in Gross-Berlin. In: Erich Leyser (Hrsg.): Handbuch Gross-Berliner Wohnungspolitik. Heymann, Berlin 1918 (Gross-Berliner-Verein für Kleinwohnungswesen. Schriften; Heft 6).
- Über den Bolschewismus, in: Die Tat, 13, 1921, Mai, S. 149–151.